# Прем'єр-міністр Сент-Кіттс і Невісу
 Прем'єр-міністр Сент-Кіттс і Невісу — глава уряду та виконавчої влади Сент-Кіттс і Невісу.

## Головні міністри (1960—1967)
|     | Ім'я           | Початок правління | Закінчення правління |  |
| --- | -------------- | ----------------- | -------------------- |  |
| 1-й | Пол Саутвелл   | 1 січня 1960      | липень 1966          |  |
| 2-й | Роберт Бредшоу | липень 1966       | 27 лютого 1967       |  |

## Прем'єр-міністри до здобуття незалежності (1967—1983)
|     | Ім'я             | Початок правління | Закінчення правління |  |
| --- | ---------------- | ----------------- | -------------------- |  |
| 1-й | Роберт Бредшоу   | 27 лютого 1967    | 23 травня 1978       |  |
| 2-й | Пол Саутвелл     | 23 травня 1978    | 18 травня 1979       |  |
| 3-й | Лі Мур           | 20 травня 1979    | 21 лютого 1980       |  |
| 4-й | Кеннеді Сіммондс | 21 лютого 1980    | 19 вересня 1983      |  |

## Прем'єр-міністри після здобуття незалежності (з 1983)
|     | Ім'я             | Початок правління | Закінчення правління |  |
| --- | ---------------- | ----------------- | -------------------- |  |
| 1-й | Кеннеді Сіммондс | 19 вересня 1983   | 7 липня 1995         |  |
| 2-й | Дензіл Дуглас    | 7 липня 1995      | 18 лютого 2015       |  |
| 3-й | Тімоті Гарріс    | 18 лютого 2015    |                      |  |